# Ševlje
Ševlje so naselje v Občini Škofja Loka.